# Associazione Sportiva Aosta 1942-1943
Questa voce raccoglie le informazioni riguardanti l 'Associazione Sportiva Aosta nelle competizioni ufficiali della stagione 1942-1943.

## Rosa
| N. |                   | Ruolo | Calciatore            |
| -- | ----------------- | ----- | --------------------- |
|    | Italia (bandiera) | C     | Teresio Bercellino    |
|    | Italia (bandiera) | C     | G. Bettiol            |
|    | Italia (bandiera) | C     | Atair Bosonetto       |
|    | Italia (bandiera) | D     | Mario Buscaiono       |
|    | Italia (bandiera) | A     | Giuseppe Carissimi    |
|    | Italia (bandiera) | P     | Giancarlo Cossa       |
|    | Italia (bandiera) | C     | Serafino Danieli      |
|    | Italia (bandiera) | A     | Rino Del Negro        |
|    | Italia (bandiera) | D     | Guido Destro          |
|    | Italia (bandiera) | P     | Ermenegildo Garanzini |
|    | Italia (bandiera) | A     | Luciano Gatti         |
|    | Italia (bandiera) | C     | Giovanni Giovannetti  |
|    | Italia (bandiera) | A     | Valerio Giovanola     |
|    | Italia (bandiera) | D     | A. Grassis            |
|    | Italia (bandiera) | A     | Gino Guittini         |

| N. |                   | Ruolo | Calciatore           |
| -- | ----------------- | ----- | -------------------- |
|    | Italia (bandiera) | D     | Salvatore Leonardi   |
|    | Italia (bandiera) | A     | Marco Lorini         |
|    | Italia (bandiera) | C     | Mario Malatesta      |
|    | Italia (bandiera) | P     | Giannino Matteoni    |
|    | Italia (bandiera) | C     | Alfonso Pagliani     |
|    | Italia (bandiera) | D     | Cesare Pession       |
|    | Italia (bandiera) | A     | G. Pession           |
|    | Italia (bandiera) | A     | G. Pucci             |
|    | Italia (bandiera) | D     | G. Rebolino          |
|    | Italia (bandiera) | A     | G. Rosina            |
|    | Italia (bandiera) | P     | Francesco Sacco      |
|    | Italia (bandiera) | P     | Giordano Scanferlato |
|    | Italia (bandiera) | C     | Isidoro Voinich      |
|    | Italia (bandiera) | A     | G. Zanin             |
|    | Italia (bandiera) | C     | Alfredo Zappaterra   |